# 大関増輔
大関 増輔（おおぜき ますすけ）は、江戸時代中期から後期にかけての大名。下野国黒羽藩9代藩主。
宝暦12年（1762年）2月22日（『寛政重修諸家譜』では宝暦10年（1760年））、8代藩主・大関増備の長男として生まれる。実母は身分の低い女性だったと言われている。
明和元年（1764年）に父が没すると、10月22日に跡を継ぎ、明和7年（1770年）3月26日に元服する。安永7年（1778年）5月6日、駿府加番に任命される。翌安永8年（1779年）12月16日、従五位下・伊予守に叙任される。
天明7年（1787年）2月2日、大阪加番となり、寛政7年（1795年）1月26日、寛政12年（1800年）2月6日にも大阪加番を命じられる。享和2年（1802年）8月6日、病気を理由に長男・増陽に家督を譲って隠居した。
文化4年（1807年）4月22日、江戸で死去。

## 系譜
父母
- 大関増備（父）
- 池田政方の娘（養母）

正室
- 逸 - 六郷政林の娘

子女
- 大関増陽（長男）
- 大関弼教（次男）